# Le Chenit
Le Chenit – miejscowość i gmina (commune) w zachodniej Szwajcarii, w kantonie Vaud, w okręgu (district) Jura-Nord vaudois. Leży nad jeziorem Lac de Joux, w górach Jura, blisko granicy z Francją. Jest to największa miejscowość w górnej części doliny Vallée de Joux. W skład Le Chenit wchodzą trzy miejscowości: Le Brassus, Le Sentier oraz L’Orient. Znany ośrodek narciarski. 

## Demografia
Rozwój demograficzny Le Chenit (1590-2021)

## Transport
Przez teren gminy przebiegają drogi główne nr 130 i nr 131.

## Galeria

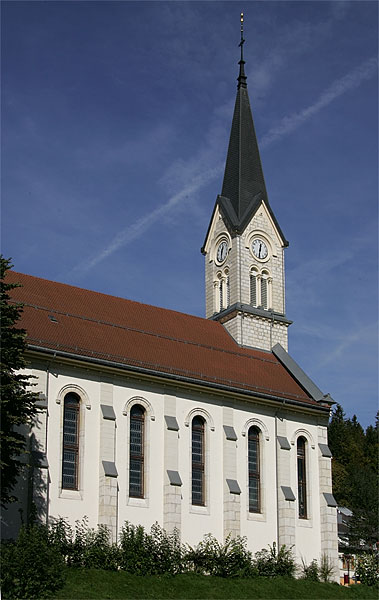
Kościół w Le Sentier
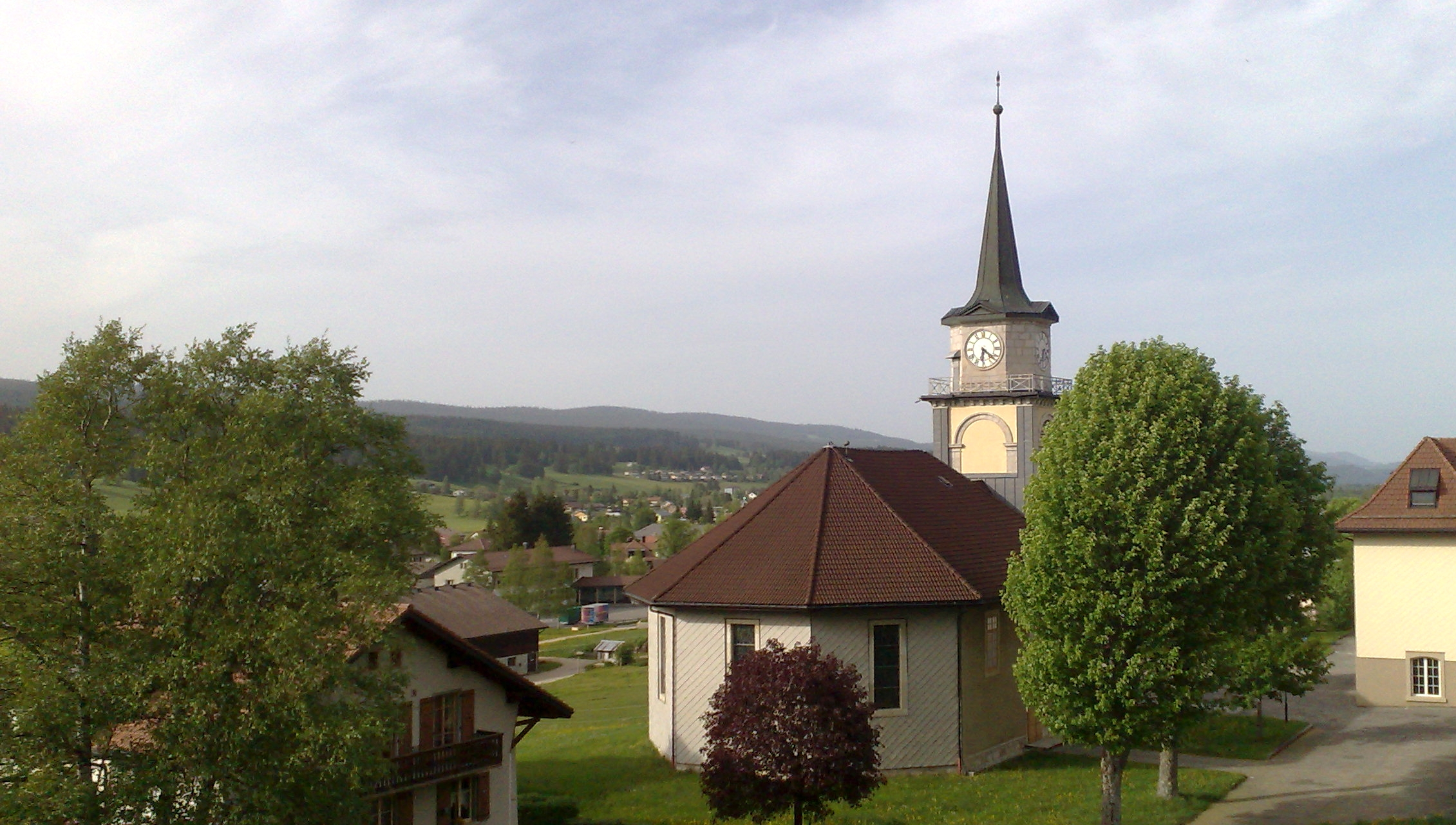
Kościół w Le Brassus
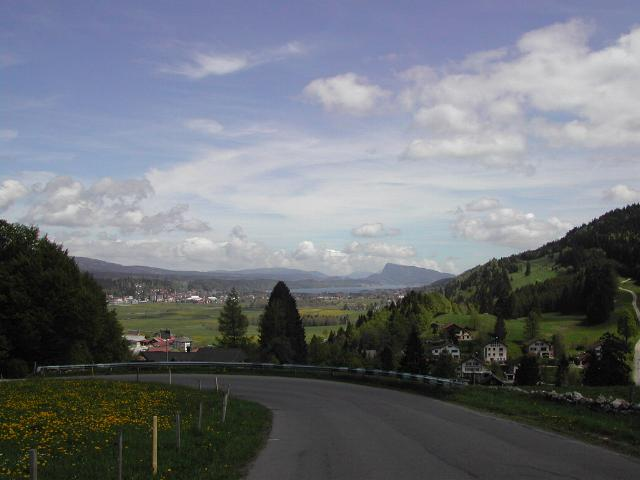
Widok z przełęczy Col du Marchairuz na Le Chenit